# 高木繁光
高木繁光（たかぎ しげみつ、1929年（昭和4年）7月23日 - 2013年（平成25年）9月10日）は、日本の政治家。元・北海道議会議員（8期）。元・財団法人日本消防協会会長。

## 来歴
北海道豊平町（現・札幌市豊平区）出身。実家はリンゴ園。戦時中は陸軍少年飛行兵として父島におり、全機特攻命令を受けるが、終戦を迎え帰還した。
1947年（昭和22年）札幌商業学校卒業。家業に携わりながら北海短期大学に通い、1955年（昭和30年）北海学園大学経済学部卒業。大学時代は弁論部及び柔道部に所属。札幌市消防署に入署。その後、家庭裁判所調停委員などを経て、1975年自由民主党公認によって北海道議会議員に初当選。以後連続8期当選。2007年北海道議会議員を勇退。2007年財団法人北海道消防協会会長・財団法人日本消防協会副会長。2009年財団法人日本消防協会会長代行兼筆頭副会長。2010年財団法人日本消防協会会長。2012年退任。
この他、北海道議会議員在職中にエネルギー特別委員長などを務めた。また、学校法人幌南学園幼稚園理事長や2007年～2012年に富士常葉大学環境防災学部客員講師も務めた。
2013年9月10日、心不全のため死去。
家族として、子息に高木宏壽（衆議院議員・元北海道議会議員）がいる。

## 受章歴
- 藍綬褒章（1995年）
- 旭日中綬章（2008年）

## エピソード
- 元々、消防団活動を長らく務め、消防行政に造詣が深く、日本消防協会会長に推薦される。大物国会議員や高級官僚が就任することの多い会長職に都道府県消防協会会長が就任するのは、日本消防協会設立以来初めてとなった。
- 学校法人北海学園理事長・森本正夫とナシオ会長・名塩良一郎は大学同期の卒業生。
- 札幌市の市道白石中の島線の一部が拡幅できないままで、渋滞の大きな要因となっていたのは、本人名義で買い占めた土地を売却しなかったためであった。そのため、地下鉄東豊線が開通した時点でアクセスの一環としてのこの市道の拡幅計画も大きく遅れた。その死後、遺産相続した子孫が同市に売却。2015年12月、全線拡幅工事が実質終了した。